# Jababash
Jababash ,Jabash o Jabubas I  era un gobernante de Sais que se proclamó faraón en el siglo IV a. C. y dirigió una revuelta contra el Imperio persa ayudado por su hijo mayor, entre los años 338 a 335 a. C. durante la segunda ocupación persa de Egipto (343-332 a. C.), en los últimos tiempos de Artajerjes III o los primeros de Darío III, unos pocos años antes de la conquista de Egipto por Alejandro Magno.
Su nombre no es egipcio, lo que ha originado diversas teorías sobre su origen: algunos historiadores lo consideran un sátrapa rebelde, mientras que otros lo creen un egipcio de ascendencia libia. Lo cierto es que tuvo el apoyo de los sacerdotes del templo de Amón en Menfis, enemigos declarados de Artajerjes.
Poco se sabe sobre él. Es denominado "Señor de las dos Tierras", es decir, faraón del Alto y el Bajo Egipto, e "Hijo del Sol", otro título faraónico; Recibe el nombre de Trono Senen-setup-en-Ptah (Imagen escogida de Ra) en un decreto grabado en la llamada estela del sátrapa por Ptolomeo I, en la que el lágida confirmó la donación de tierra hecha por Jababash al templo de Vadyet en la ciudad de Buto, templo donde se erigió la estela. Ptolomeo responde a una petición de los sacerdotes, y se cree que recoge un discurso de Jababash.
Jababash dirigió una invasión al reino de Kush, pero fue derrotado por el rey Nastasen; la invasión está registrada en la estela del rey Nastesen conservada en el Museo Egipcio de Berlín.

## Testimonios de su época
Además de la estela de Nastesen y el decreto de Ptolomeo I, hay referencias a Jababash en:
- El sarcófago de un toro Apis con su nombre, fechado como año 2, encontrado en  Saqqara.[5][6]
- Un papiro escrito en demótico.
- Un amuleto con su nombre de Nacimiento, Jababash, encontrado junto a la tumba de Horemheb.
- Una inscripción en el templo de Uadyet en Buto.

### Citas
1. ↑  Vasunia: op. cit., pág. 266.
2. ↑  Adamant: op. cit., pág. 73.
3. ↑  Decree of the satrap Ptolemy Lagides
4. ↑  varios autores (2000). «Stela of King Nastase». Timeline of Nubian Royalty (en inglés). Consultado el 02, 12|fechaacceso= y |Añoacceso= redundantes (ayuda).
5. ↑  Baedeker: op. cit. pág. 130.
6. ↑  Birch: op. cit. pág. 189.